# Lauren Parkinson
Lauren Parkinson ist eine US-amerikanische Schauspielerin.

## Leben
Parkinson stammte ursprünglich aus Chicago. Sie zog später nach Cincinnati, wo sie ihren Abschluss in Theater machte. Sie spielte in zahlreichen Theaterstücken im Raum um Cincinnati mit, zog dann nach Los Angeles, um eine Schauspielkarriere in Filmen zu verfolgen. Sie kann auf eine mehrjährige Laufbahn als Schauspielerin zurückblicken.
2007 spielte sie im Kurzfilm Gimme Twelve Steps. In den nächsten Jahren folgten Nebenrollen in Spielfilmen und Besetzungen als Episodendarstellerin in Fernsehserien. 2015 verkörperte sie im Spielfilm Avengers Grimm die Rolle der Schneewittchen. Drei Jahre später übernahm sie erneut die Rolle in der Fortsetzung Avengers Grimm 2 – Time Wars.

## Filmografie
- 2007: Gimme Twelve Steps (Kurzfilm)
- 2008: Eastern College
- 2010: In Mysterious Ways
- 2012: The Lackey
- 2013: Phase Two
- 2013: Shadow Wars (Kurzfilm)
- 2015: Deadly Sins (Fernsehserie, Episode 4x01)
- 2015: Avengers Grimm
- 2015: Full Circle (Fernsehfilm)
- 2015: Appetites
- 2015: In the Cut (Fernsehserie, 2 Episoden)
- 2016: Mannequin Man (Kurzfilm)
- 2016: Critical Mass (Kurzfilm)
- 2016: This WebSeries (Mini-Serie, Episode 1x07)
- 2016: Lost at Home (Kurzfilm)
- 2016: Prophet Margin (Kurzfilm)
- 2016: A Doggone Christmas
- 2016: Fight or Die (Fernsehserie, Episode 1x02)
- 2017: Heroes with Issues (Fernsehserie, Episode 1x09)
- 2017: Dances with Werewolves
- 2017: Scumbag
- 2017: A Doggone Hollywood
- 2017: Halloween Pussy Trap Kill Kill
- 2017: Bikini Car Wash Massacre
- 2018: The Figment
- 2018: Avengers Grimm 2 – Time Wars (Avengers Grimm: Time Wars)
- 2018: CobraGator